# Babócsay Ferenc
Nagyszarvi Babócsay Ferenc (ifjabb) (17. század második fele-Romhány, 1710. január 22) a veszprémi vár főkapitánya.

## Életrajza
Apja idősebb nagyszarvi Babócsay Ferenc, előbb keszthelyi, majd 1683-1692 között veszprémi várkapitány, édesanyja rumi és rábadoroszlói Rumy Katalin úrnő volt. Rumy Katalin első férje báró szentgyörgyvölgyi Bakács Sándor, Keszthely főkapitánya volt. Ifjabb Babócsay Ferenc anyai nagyszülei Rumy György, rumi birtokos, és a Batthyány család köznemesi ágából, azaz a geresgáli Batthyány családból származó geresgáli Batthyány Katalin voltak; Rumy Györgyné Batthyány Katalinnak a szülei geresgáli Batthyány Farkas, földbirtokos és Chemethey Katalin, akinek az apja Chemethey István (fl. 1578–1607), Vas vármegye alispánja, követe, földbirtokos. Édesapja idősebb Babócsay Ferenc első hitvese halála után feleségül vette a tekintélyes és nagy múltra visszatekintő osztopáni Perneszy családnak a sarját, osztopáni Perneszy Julianna úrhölgyet, vizeki Tallián Gergely, soproni harmincados özvegyét. Perneszy Julianna osztopáni Perneszy István, zalalövői főkapitány és nyéki Rauch Zsuzsanna lánya és az egyik örököse volt. Második felesége révén, idősebb Babócsay Ferenc sógora, zalalövői Csapody István (†1703), a zalalövői várkapitány volt. Idősebb Babocsay Ferenc és Perneszy Julianna frigyéből született Babocsay Katalin, aki nem érte el a felnőttkort. Mivel házasságuk végül gyermektelen maradt, így Tallián Ádám, Perneszy Julianna első házasságából származó fia sikeresen érvényesítette az osztopáni Perneszy örökséghez fűződő jogait.
Az ifjabb Babócsay Ferenc pedig 1696-ban Veszprém alkapitánya, apja halála után főkapitánya lett. Babocsay Pál nevű testvérével együtt a császári hadseregbe lépett, majd a Rákóczi-szabadságharc kitörése után elhagyva a császári sereget, Rákóczi oldalára állt. Később ingadozó hűségénél fogva ismét visszatért a császáriakhoz, és mint labanc; Pápa várával együtt került a kurucok kezeibe. A foglyul esett Babócsayt Bottyán tábornok Bercsényinek adta át, ekkor azonban - kortársai feljegyzései szerint - megbánást tanúsított, ezért Bercsényi szabadon engedte, ekkor átállt a kurucok oldalára és ez időtől mindvégig a szabadságharc híve maradt. Mint kuruc tábornok 1710-ben a romhányi csatában, a császári csapatok ellen harcolva esett el.

## Házassága és gyermekei
Ifjabb Babócsay Ferenc feleségül vette medgyesi Somogyi Borbála kisasszonyt, aki Somogyi Miklós és mezőszegedi Szegedy Éva lánya volt. Házasságukból született Babócsay Farkas tábornok (1705–1757), Babócsay Antal, és Babócsay Katalin, akinek az első férje toposházi Topos Zsigmond, majd a második nemes Cserbóczky István lett. Babócsay Farkas egy leánygyermeket nemzett feleségével gelsei Bíró Judittal, akivel kihalt ifjabb Babócsay Ferenc ága.